# Бадмаев, Санал Батыевич
Санал Батыевич Бадмаев (род. 1932) — советский и российский учёный, доктор экономических наук, профессор, действительный член Российской академии естественных наук (1996), член-корреспондент Международной академии высшей школы (1995). Представитель династии профессоров Бадмаевых.
Автор более 130 научных и учебно-методических работ, в том числе 8 монографий и 4 учебных пособий.

## Биография
Родился 31 декабря 1932 года в Саратове в семье первого профессора Калмыкии и первого директора Калмыцкого педагогического института — Баты Бадмаевича Бадмаева.
Педагогическая деятельность начал в 1952 году после окончания школы, став учителем математики в 5-7 классах средней школы. В 1954 году, когда жил высланный с другими калмыками его отец, поступил в Алтайский сельскохозяйственный институт (ныне Алтайский государственный аграрный университет) на факультет механизации. В 1957 году, когда семья вернулась на Ставрополье, перевёлся в Ставропольский сельскохозяйственный институт (ныне Ставропольский государственный аграрный университет), который окончил в 1959 году.
С 1959 года начал работать в должности старшего научного сотрудника Калмыцкой сельскохозяйственной опытной станции в Элисте. С 1960 по 1962 год работал 1-м секретарем Элистинского городского комитета ВЛКСМ, затем с 1962 по 1965 года учился в Москве в очной аспирантуре Всесоюзного научно-исследовательского института экономики сельского хозяйства. В 1965 году защитил кандидатскую диссертацию на тему «Экономическое обоснование механизации подъёма и транспортировки воды на пастбищах Калмыцких степей». Когда в 1966 году в Элисте был организован общетехнический факультет Волгоградского института инженеров городского хозяйства, Санал Бадмаев стал деканом этого факультета. С открытием в Элисте в 1970 году Калмыцкого государственного университета, общетехнический факультет вошел в его состав, а Бадмаев становится проректором по учебной и научной работе этого вуза.
Проработав в этой должности по 1980 год, занимался в докторантуре. В 1985 году защитил докторскую диссертацию на тему «Этапы и основные направления развития народного хозяйства Калмыкии: 1892—1980 гг.» и с 1985 по 1998 год Санал Батыевич работал в должности заведующего кафедрой политэкономии, основ экономической теории, экономической теории и управления.
В настоящее время является профессором кафедры государственного и муниципального управления и права Калмыцкого государственного университета. Является членом диссертационных советов: в Волгоградском государственном университете и в Астраханском техническом университете. Подготовил 16 кандидатов и 1 доктора наук.

## Награды и звания
Санал Батыевич Бадмаев отмечен почетными званиями, вот лишь небольшой список из них:
- «Заслуженный деятель науки Калмыцкой АССР» (1987),
- «Заслуженный деятель науки РФ» (1993)
- Награждён орденом Дружбы (2000), медалями и знаком «Почётный работник высшего образования РФ».
- «Почетный гражданин Республики Калмыкия» (2007).
- «Почетный житель Кетченеровского района Республики Калмыкия» (2007).
- «Заслуженный профессор КалмГУ» (2008),
- Почётная грамота и знак Совета Федерации РФ (2010)